# Радован Павловски
Радован Павловски (Ниш, 23. новембар 1937— Скопље, 22. фебруар 2022) био је македонски песник, есеист и путописац, који је неке од својих књига поезије написао и објавио прво на српскохрватском језику.

## Биографија
Студирао је право и књижевност на Универзитету у Скопљу. Живео је и радио у Загребу (1964 – 1982) и у Београду (1982 – 1985), а од 1985. живи у Скопљу. Члан је Македонске академије наука и уметности, Друштва писаца Македоније, Македонског ПЕН центра, као и Удружења књижевника Србије и Друштва књижевника Хрватске.
Поред македонских издања, песничке књиге су му објављене на српском језику (десет), турском (три), енглеском (две), француском, шведском, руском, чешком, румунском, словеначком и албанском језику.
Преминуо је 22. фебруара 2022. године у Скопљу.

## Књижевно дело
- Суша, свадбе и селидбе (поезија, 1961)
- Корабља (поезија, 1964),
- Високо подне (поезија, 1966),
- Клима и лира (поезија, 1966),
- Боемија Природе (1969),
- Низ прозирност мача (поезија, 1971),
- Сунце за које змија не зна (поезија, 1972),
- Пир (поезија, 1973),
- Зрна (поезија, 1975),
- Муње (поезија, 1978),
- Страже (поезија, 1980),
- Магија момче (поезија, 1981),
- Чума (поезија, 1984),
- Отклучавање путева (путопис, 1986),
- Клучеви (поезија, 1986),
- Марена (поезија, 1986),
- Избрана дела у три тома (1986),
- Темељник (поезија, 1988),
- Зрна, Муње и Кључеви (трилогија, 1989),
- Бог јутра (поезија, 1991),
- Шта може поезија (есеји, 1993),
- Васељенска деца (поезија за децу, 1993),
- Демократска џунгла (политички есеји, 1994),
- Оглашивач звука (поезија, 1995),
- Порука песника за све песнике света - Струшке вечери поезије (1995),
- Син Сунца (поезија, 1999),
- На једно око (поезија, 2002),
- Господар пера (поезија, 2006),
- Ја сам време (поезија, 2009),

## Песнички манифести
- Епско на гласање (коаутор, 1960)
- Манифест Поетске Републике Железна Река (1990).

## Есеји
- Шта може поезија
- Демократска џунгла

## Путописи
- Откључавање путева

## Награде
- Награда листа „Младост“, Београд,
- Златна струна Смедеревске песничке јесени,
- Дисова награда, Чачак, 1987,
- Ристо Ратковић, Бијело Поље,
- Браћа Миладиновци,
- 11 Октомври,
- Кочо Рацин,
- Печалбарска повеља,
- Гоцетова повеља,
- Ацо Шопов,
- Збирка „Зрна“ је проглашена за најбољу књигу од старне Југословенске радио-телевизија (ЈРТ), 1975,